# Honduras címere

Honduras címere

Honduras címerének központi motívuma az egykori Közép-Amerikai Egyesült Tartományok föderáció emblémájában használt háromszög, de itt egy piramis alakjában, amely előtt egy vulkán és két torony látható. A vulkán felett egy napot és egy szivárvány ívét helyezték el. Az egész egy oválisban helyezkedik el, amely körül a „República de Honduras Libre Soberana Independiente 15 de Septiembre de 1821” felirat olvasható a függetlenné válás dátumára utalva. Az ovális pajzs felett két bőségszaru, alul pedig egy tájkép található bányászati eszközökkel, amelyek az ország természeti gazdagságát jelképezik.